# Cascavel (artilharia)

Ilustração da culatra de um canhão com o cascavel e os seus componentes: A = botão, B = pescoço, C = filete, D = base da culatra.

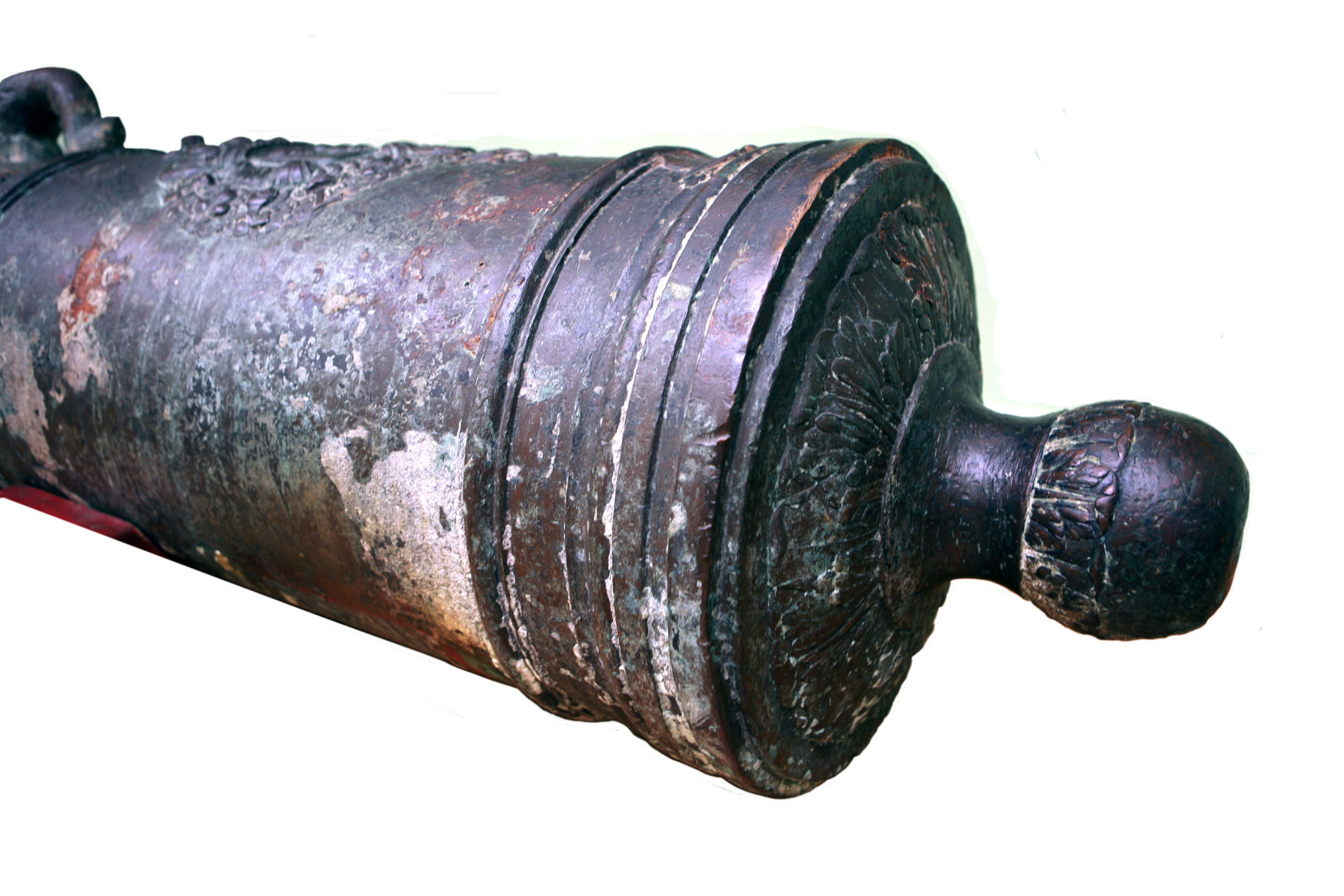
O cascavel num canhão da marinha francesa

O cascavel é uma dos componentes de uma peça de artilharia de carregar pela boca. Serve para atar cordas de modo a minimizar o recuo da arma quando esta é disparada.
Habitualmente é composta por um botão (A) e um pescoço (B), um filete C) e a base da culatra (D). Os cascaveis tinham vários formatos e aparências, e fizeram parte dos canhões desde o século XVII até ao advento das armas de carregar pela culatra no século XIX. 